# ستنيسو تربشنسكي
ستنيسو تربشنسكي، (7 أبريل 1924 - 20 يونيو 2002) كان دبلوماسي بولندي ، شغل منصب الرئيس السابع والعشرون للجمعية العامة للأمم المتحدة.

## النشأة والتعليم
ولد تربشنسكي في بولندا ، في 7 أبريل 1924. كان والده محامياً. كان خريجا من جامعة لودز وحصل على درجة الماجستير في الاقتصاد.